# Кодова точка
Кодову точку не варто плутати з кодом точки.
Кодова точка, кодовий пункт або кодова позиція — це конкретна позиція в таблиці, якій було присвоєне певне значення. Таблиця може бути одновимірною, двовимірною, тривимірною у будь-якій кількості вимірів. Технічно, кодова точка — це унікальна позиція в n-вимірному просторі, де позиції було присвоєно семантичне значення. Таблиця має дискретні і додатні позиції (1, 2, 3, 4, але не дроби). Кодові точки використовуються в багатьох формальних стандартах обробки інформації та телекомунікацій.   Наприклад, рекомендація ITU-T T.35  містить набір кодів країн для телекомунікаційного обладнання, які дозволяють обладнанню вказувати країну виробництва або експлуатації.

## У кодуванні символів
Кодові точки зазвичай використовуються в кодуванні символів, у якому кодова точка – це числове значення, яке відповідає певному символу. У кодуванні символів кодові точки зазвичай представляють одну графему — зазвичай літеру, цифру, знак пунктуації або пробіл, — але іноді представляють символи, керуючі символи або форматування.  Сукупність усіх можливих кодових точок у певному кодуванні символів становить кодовий простір цього кодування. 
Наприклад, схема кодування символів ASCII містить 128 кодових точок у діапазоні від 0 hex до 7F  hex, pозширений ASCII складається з 256 кодових точок у діапазоні від 0hhex до FFhex, а Unicode містить 1,114,112 кодових точок у діапазоні від 0  hex до 10FFFF  hex . Кодовий простір Unicode поділено на сімнадцять площ, кожна з яких містить 65,536 кодові точки. Таким чином, загальний розмір кодового простору Unicode становить 17×65,536=1,114,112. У T.35 Аргентина представлена кодовою точкою 0x07, Канада — 0x20, а Гамбія — 0x41 і так далі.

## У Юнікоді
Для Unicode конкретна послідовність бітів називається кодовою одиницею – для кодування UCS-4 будь-яка кодова точка кодується як 4-байтові двійкові числа, тоді як у кодуванні UTF-8 різні кодові точки кодуються як послідовності від одного до чотирьох байтів, утворюючи код самосинхронізації. Кодові точки зазвичай призначаються абстрактним символам.
Абстрактний символ — це не графічний знак, а одиниця текстових даних. Однак кодові точки також можна залишити зарезервованими для майбутнього призначення.
Різниця між кодовою точкою та відповідним абстрактним символом не виражена в Unicode, але очевидна для багатьох інших схем кодування, де численні кодові сторінки можуть існувати для одного кодового простору. 

## Історія
Концепція кодової точки належить до найперших стандартів обробки цифрової інформації та телекомунікацій.
У Unicode кодові точки - частина рішення складної головоломки, з якою зіткнулися розробники кодування символів у 1980-х роках.  Якщо вони збільшили б кількість бітів на символ для більших наборів символів, це рішення також ставало б марнуванням дефіцитних на той час обчислювальних ресурсів для користувачів латиниці, оскільки ці додаткові біти завжди зникали б для таких користувачів.  Кодова точка дає змогу уникнути цієї проблеми, руйнуючи стару ідею прямої однозначної відповідності між символами та певними послідовностями бітів.

## Дивіться також
- Символ заміни
- Текстовий (обчислювальний)
- Кодова сторінка

## Зовнішні посилання
- Codepoints.net, сайт, присвячений всьому, що стосується символів, літер і Unicode

1. ↑  Unicode Consortium.
2. ↑  Unicode Collation Algorithm.